# Władysław Klamra
Władysław Klamra (ur. 13 kwietnia 1923 w Dąbrowie Górniczej, zm. ?) – polski elektromechanik, poseł na Sejm PRL V kadencji.

## Życiorys
Uzyskał wykształcenie średnie niepełne. Zatrudniony jako elektromechanik w Hucie im. Feliksa Dzierżyńskiego w Dąbrowie Górniczej. W 1969 uzyskał mandat posła na Sejm PRL w okręgu Zawiercie z ramienia Polskiej Zjednoczonej Partii Robotniczej. W parlamencie zasiadał w Komisji Komisja Gospodarki Morskiej i Żeglugi.